# Bernartice nad Odrou
Bernartice nad Odrou (deutsch Barnsdorf) ist eine Gemeinde in der Region Mährisch-Schlesien im Osten von  Tschechien.

## Lage
Der landwirtschaftlich geprägte Ort liegt, umgeben von Feldern und Wäldern, im Naturschutzgebiet Poodří, 5 km nordwestlich der Stadt Nový Jičín. Weitere 5 km nordwestlich verläuft die Autobahn Dálnice 1.

## Geschichte
1374 wurde das Dorf erstmals urkundlich erwähnt. 
Nach dem Münchner Abkommen wurde der Ort dem Deutschen Reich zugeschlagen und gehörte bis 1945 zum Landkreis Neu Titschein.
1980 wurde Bernatice nach Nový Jičín eingemeindet, ist aber seit 1991 wieder selbständig.

## Sehenswürdigkeiten
- Historischer Wasserspeicher (1892)
- Wassermühle